# Angerona duplo-minor
Angerona duplo-minor är en fjärilsart som beskrevs av Thierry-mieg 1915. Angerona duplo-minor ingår i släktet Angerona och familjen mätare. Inga underarter finns listade i Catalogue of Life.